# Harrison (New Jersey)
Harrison is een plaats (town) in de Amerikaanse staat New Jersey, en valt bestuurlijk gezien onder Hudson County.

## Demografie
Bij de volkstelling in 2000 werd het aantal inwoners vastgesteld op 14.424.

## Geografie
Volgens het United States Census Bureau beslaat de plaats een oppervlakte van
3,4 km², waarvan 3,2 km² land en 0,2 km² water.

## Sport
Hoewel de teamnaam anders doet vermoeden, speelt voetbalclub New York Red Bulls in Harrison. De wedstrijden worden gespeeld in de Red Bull Arena.

## Plaatsen in de nabije omgeving
De onderstaande figuur toont nabijgelegen plaatsen in een straal van 8 km rond Harrison.